# Нассау (герцогство)
На́ссау (нем. Nassau) — герцогство в составе Рейнского союза (1806—1813), существовавшее самостоятельно до 1866 года. Было образовано на месте графства Нассау, существовавшего с XII века.

## Предыстория
Первоначально на территории Нассау жили алеманны. Христианство между ними распространилось из Трира и Майнца. В 496 году алеманны были покорены Хлодвигом и присоединены к Франкскому государству. Со второй половины XII века начинается самостоятельная история графства Нассау.
В 1255 году графство распалось на две части, из которых южной (левый берег Лана) владел Вальрам II, основатель Вальрамской линии Нассауского дома, а северной (правый берег Лана) — его брат Оттон, основатель Оттоновской линии.
Младшая, Оттоновская линия, путем брачного союза, присоединила в 1530 году к своим владениям Оранское княжество; с тех пор она называлась Нассау-Оранской. В 1806 году представитель этой династии, Вильгельм VI, потерял все свои владения в Германии, которые перешли к старшей, Вальрамской линии, а Вильгельм сделался в 1815 году королем нидерландским и великим герцогом люксембургским, под именем Виллема I.

## История
В 1806 году нассауские князья Фридрих Август Узингенский и Фридрих Вильгельм Вейльбургский, представители двух уцелевших к тому времени линий, на которые разделилась Вальрамская линия, заключили договор, по которому их владения должны были составить одно государство, под их совместным управлением. Оба они присоединились к Рейнскому союзу, за это их государство получило территориальное приращение и в 1815 году возведено в ранг герцогства. На венском конгрессе оно было увеличено владениями бывшей Оттоновской линии. В следующем году оба герцога умерли, им наследовал Вильгельм (1792—1839), сын герцога Фридриха Вильгельма.
В 1866 году во время войны между Пруссией и Австрией герцог Адольф вопреки желанию ландтага поддержал Австрийскую империю. Герцогство вскоре было оккупировано прусскими войсками, а после победы в войне и аннексировано. За отказ от своих притязаний на титул им было получено вознаграждение в 15 млн гульденов.
В 1866 герцогство было аннексировано Пруссией и вошло в состав прусской провинции Гессен-Нассау.

## Государственный строй
Глава государства — Герцог. Законодательный орган — Земские штаты, состояли из Первой палаты, состоявшей из титулованного дворянства, и Второй палаты, избиравшейся выборщиками на основе имущественного ценза.

## Административное деление
Территория Нассау делилась на 28 амтов, с 1849 года на 10 крейсамтов:
- Хахенбург
- Хадамар
- Херборн
- Хёхст
- Идштайн
- Ланген-Швальбах
- Лимбург
- Нассау
- Рюдесхайм
- Висбаден
- Райхельсхайм

## Силовые структуры
- Нассаусская армия
  - 1-й пехотный полк
  - 2-й пехотный полк
- Нассаусская полиция